# والتر واکر
والتر واکر (به انگلیسی: Walter Walker) (زاده ۳ آوریل ۱۸۸۳ – درگذشته ۸ اکتبر ۱۹۵۶) سناتور سابق عضو حزب دموکرات (ایالات متحده آمریکا) و مدافع و حامی کوکلوس‌کلان بود. وی در سال ۱۹۳۲ میلادی سناتور ایالت کلرادو در مجلس سنای ایالات متحده آمریکا بود.